# Ryōta Yamagata
Ryota Yamagata (山縣 亮太 (Yamagata Ryōta?); Hiroshima, 10 giugno 1992) è un velocista giapponese.
Detiene il primato giapponese dei 100 m piani con 9"95 (+2,0) stabilito il 6 giugno 2021 a Tottori.

## Palmarès
| Anno | Manifestazione      | Sede           | Evento            | Risultato  | Prestazione | Note                          |
| ---- | ------------------- | -------------- | ----------------- | ---------- | ----------- | ----------------------------- |
| 2009 | Mondiali allievi    | Bressanone     | 100 m piani       | 4º         | 10"80       |                               |
| 2009 | Mondiali allievi    | Bressanone     | Staffetta svedese | Bronzo     | 1'52"82     |                               |
| 2012 | Giochi olimpici     | Londra         | 100 m piani       | Semifinale | 10"10       |                               |
| 2012 | Giochi olimpici     | Londra         | 4×100 m           | 4º         | 38"35       |                               |
| 2013 | Universiade         | Kazan'         | 100 m piani       | Argento    | 10"21       |                               |
| 2013 | Universiade         | Kazan'         | 4×100 m           | Argento    | 39"12       |                               |
| 2013 | Mondiali            | Mosca          | 100 m piani       | Batteria   | 10"21       |                               |
| 2014 | Giochi asiatici     | Incheon        | 100 m piani       | 6º         | 10"26       |                               |
| 2014 | Giochi asiatici     | Incheon        | 4×100 m           | Argento    | 38"49       |                               |
| 2016 | Giochi olimpici     | Rio de Janeiro | 100 m piani       | Semifinale | 10"05       | Miglior prestazione personale |
| 2016 | Giochi olimpici     | Rio de Janeiro | 4×100 m           | Argento    | 37"60       | Record asiatico               |
| 2018 | Giochi asiatici     | Giacarta       | 100 m piani       | Bronzo     | 10"00       |                               |
| 2018 | Giochi asiatici     | Giacarta       | 4×100 m           | Oro        | 38"16       |                               |
| 2019 | Campionati asiatici | Doha           | 100 m piani       | Finale     | dns         |                               |
| 2019 | World Relays        | Yokohama       | 4×100 m           | Batteria   | dq          |                               |
| 2021 | Giochi olimpici     | Tokyo          | 100 m piani       | Batteria   | 10"15       |                               |
| 2021 | Giochi olimpici     | Tokyo          | 4×100 m           | Finale     | dnf         |                               |